# Corinth (Kentucky)
Corinth é uma cidade localizada no estado americano de Kentucky, no Condado de Grant e Condado de Harrison e Condado de Scott.

## Demografia
Segundo o censo americano de 2000, a sua população era de 181 habitantes.
Em 2006, foi estimada uma população de 189, um aumento de 8 (4.4%).

## Geografia
De acordo com o United States Census Bureau tem uma área de
0,9 km², dos quais 0,9 km² cobertos por terra e 0,0 km² cobertos por água.

## Localidades na vizinhança
O diagrama seguinte representa as localidades num raio de 28 km ao redor de Corinth.